# Diversidad gamma
En ecología, la diversidad gamma (γ-diversidad) es la diversidad total de especies de un paisaje. El término fue introducido por R. H. Whittaker junto con los términos diversidad alfa (α-diversidad) y diversidad beta (β-diversidad). La idea de Whittaker era que la diversidad total de especies en un paisaje (γ) está determinada por dos cosas diferentes, la diversidad media de especies en sitios a una escala más local (α) y la diferenciación entre esos sitios (β). Según este razonamiento, la diversidad alfa y la diversidad beta constituyen componentes independientes de la diversidad gamma:
{\displaystyle \gamma =\alpha +\beta }

## Consideraciones relativas a la escala
El área o paisaje de interés puede tener tamaños muy diferentes en situaciones distintas, y no se ha llegado a un consenso sobre qué escalas espaciales son adecuadas para cuantificar la diversidad gamma. Por ello, se ha propuesto que la definición de diversidad gamma no tiene por qué estar vinculada a una escala espacial específica, sino que la diversidad gamma puede medirse para un conjunto de datos existente a cualquier escala de interés. Si los resultados se extrapolan más allá de las observaciones reales, hay que tener en cuenta que la diversidad de especies en el conjunto de datos suele dar una subestimación de la diversidad de especies en un área mayor. Cuanto menor sea la muestra disponible en relación con el área de interés, más especies que existen realmente en el área no se encuentran en la muestra. El grado de subestimación puede estimarse a partir de una curva especie-área.

## Conceptos diferentes
Los investigadores han utilizado distintas formas de definir la diversidad, lo que en la práctica ha dado lugar también a distintas definiciones de la diversidad gamma. A menudo, los investigadores utilizan los valores dados por uno o varios índices de diversidad, como la riqueza de especies, el índice de Shannon o el índice de Simpson.Sin embargo, se ha argumentado que sería mejor utilizar el número efectivo de especies como medida universal de la diversidad de especies. Esta medida permite ponderar las especies raras y abundantes de diferentes maneras, al igual que hacen colectivamente los índices de diversidad, pero su significado es intuitivamente más fácil de entender. El número efectivo de especies es el número de especies igualmente abundantes necesarias para obtener la misma abundancia media proporcional de especies que la observada en el conjunto de datos de interés (donde puede que no todas las especies sean igualmente abundantes).

## Cálculo
Supongamos que la diversidad de especies se equipara al número efectivo de especies en un conjunto de datos. Entonces, la diversidad gamma puede calcularse tomando primero la media ponderada de las abundancias proporcionales de las especies en el conjunto de datos y, a continuación, la inversa de esta media. La ecuación es:
{\displaystyle {}^{q}\!D_{\gamma }={\frac {1}{\sqrt[{q-1}]{\sum _{i=1}^{S}p_{i}p_{i}^{q-1}}}}.}
El denominador es igual a la abundancia de especies media proporcional en el conjunto de datos calculada con la media generalizada ponderada con exponente q-1. En la ecuación, S es el número total de especies (riqueza de especies) en el conjunto de datos, y la abundancia proporcional de la i especie es  {\displaystyle p_{i}}.
Los valores grandes de q conducen a una diversidad gamma menor que los valores pequeños de q, ya que al aumentar q se incrementa el peso otorgado a las especies con mayor abundancia proporcional, por lo que se necesitan menos especies igualmente abundantes para obtener esta abundancia proporcional.